# 冰峰暴
《冰峰暴》是一部由余非执导编剧，张静初、役所广司、林柏宏主演的中日合拍动作冒险电影。2019年11月3日在东京电影节全球首映，2019年11月29日在中国大陸上映。

## 剧情
喜馬拉雅周邊國家為了地區和平召開地區會議，議定《喜馬拉雅公約》。會議召開前一架載有機密文件的飛機墜毀在珠峯南部，該文件可能危及喜馬拉雅地區得之不易的和平局面。兩名自稱是印度軍方緊急派出的特工，找到喜馬拉雅救援隊“翼小隊”，請求協助登上珠峯秘密取回文件。儘管翼小隊對此事心存疑慮，因陷入財務困難，猶豫再三，還是接受了珠峯領路的任務。但每個人並不知道在雪山之巔等待他們的將是什麼。

## 角色
| 演員            | 角色        | 備註 |
| 张静初          | 小袋子      |      |
| 役所广司        | 姜月晟      |      |
| 林柏宏          | 韩敏胜      |      |
| 维克多·韦伯斯特 | 维克多·霍克 |      |
| 诺亚·丹比       | James       |      |
| 格拉汉姆·谢尔斯 | Marcus Hawk |      |
| 巴巴克·哈利克   | 苏亚        |      |
| 普布次仁        | 塔希        |      |

## 制作
影片主要在加拿大雪地和尼泊尔实境的无人之地拍摄，2018年1月开机，同年4月杀青，这是日本男星役所广司首次主演中国电影。 张静初在开机前前往哥伦比亚大冰川做了攀冰集训，为拍摄做准备，拍摄时她吃了不少苦，也治好了她的“直升机恐惧症”。青年导演余非是前法国游戏巨头GAMELOFT公司副总裁、同时也是资深户外探险登山、潜水爱好者，拍一部登山冒险题材的电影一直是他的梦想，他表示《冰峰暴》和《攀登者》不一样，后者反映的是运动题材和家国情怀，《冰峰暴》则是通过一个反恐故事探讨人性和情感，关于救赎和生命。